# Clubiona meraukensis
Clubiona meraukensis este o specie de păianjeni din genul Clubiona, familia Clubionidae, descrisă de Chrysanthus, 1967. Conform Catalogue of Life specia Clubiona meraukensis nu are subspecii cunoscute.